# Чемпіонат України з футболу серед жінок 2006: вища ліга
Чемпіонат України з футболу 2006 року серед жінок — 15-й чемпіонат України з футболу, який проводився серед жіночих колективів. Змагання відбувалися лише в одному дивізіоні. Турнір стартував 8 травня, а завершився 13 листопада 2006 року. Звання чемпіона України повернув собі харківський «Житлобуд-1», який завоював третій титул за останні чотири сезони.
В той же час Всеукраїнська Асоціація жіночого футболу вважає, що для Житлобуда-1 (а точніше Жілстроя-1) це був перший титул.

## Учасники
У чемпіонаті в 2006 році взяли участь 9 команд.
| Клуб            | Місто                         |
| --------------- | ----------------------------- |
| Атекс           | Київ                          |
| ЦПОР-Донеччанка | Донецьк                       |
| Зоря-Спартак    | Луганськ                      |
| Житлобуд-1      | Харків                        |
| Легенда         | Чернігів                      |
| Нафтохімік      | Калуш                         |
| Родина          | Костопіль, Рівненська область |
| Чорноморочка    | Одеса                         |
| Южанка          | Херсон                        |

## Перший етап
Перший етап турніру проходив з 8 травня по 4 жовтня 2006 року. За його результатами найкращі 4 команди продовжили виступи у фінальному етапі.
| М | Команда            | І  | В  | Н | П  | РМ    | О  |
| - | ------------------ | -- | -- | - | -- | ----- | -- |
| 1 | «Легенда»*         | 16 | 14 | 1 | 1  | 48−7  | 43 |
| 2 | «Житлобуд-1»*      | 16 | 13 | 1 | 2  | 51−6  | 40 |
| 3 | «Спартак» (ІФ)*    | 16 | 10 | 1 | 5  | 53−11 | 31 |
| 4 | «ЦПОР-Донеччанка»* | 16 | 9  | 1 | 6  | 30−12 | 28 |
| 5 | «Южанка»           | 16 | 6  | 1 | 9  | 27−40 | 19 |
| 6 | Родина             | 16 | 5  | 2 | 9  | 15−37 | 17 |
| 7 | «Зоря-Спартак»     | 16 | 5  | 1 | 10 | 12−50 | 16 |
| 8 | «Атекс»            | 16 | 2  | 4 | 10 | 18−42 | 10 |
| 9 | «Чорноморочка»     | 16 | 2  | 0 | 14 | 4−53  | 6  |

Примітка: * Команди продовжили участь у фінальному етапі

### Результати матчів
| Команда                     | ЛЕГ | ЖБ1 | НАФ | ДОН | ЮЖН | РОД | ЗСП  | АТЕ  | ЧРН  |
| --------------------------- | --- | --- | --- | --- | --- | --- | ---- | ---- | ---- |
| 1. Легенда (Чернігів)       |     | 1:1 | 1:0 | 2:0 | +:- | +:- | 4:1  | 3:0  | 5:0  |
| 2. Житлобуд-1 (Харків)      | 1:2 |     | 2:0 | 2:0 | 7:0 | 2:0 | +:-  | 7:0  | +:-  |
| 3. Нафтохімік (Калуш)       | 1:2 | 0:1 |     | 2:0 | +:- | 2:0 | 6:0  | 12:0 | 11:0 |
| 4. Донеччанка (Донецьк)     | +:- | 0:1 | 1:1 |     | 6:0 | 4:1 | 10:0 | +:-  | +:-  |
| 5. Южанка (Херсон)          | 2:7 | +:- | 1:3 | 2:5 |     | 5:3 | 1:3  | +:-  | 8:1  |
| 6. Родина-Ліцей (Костопіль) | 0:4 | 0:9 | 2:1 | +:- | 2:0 |     | 2:1  | 2:2  | +:-  |
| 7. Зоря-Спартак (Луганськ)  | 0:4 | 0:7 | 0:8 | 0:2 | 0:3 | 5:2 |      | +:-  | 1:0  |
| 8. Атекс (Київ)             | 1:6 | 3:5 | 1:2 | 1:0 | 2:2 | 1:1 | 1:1  |      | 6:1  |
| 9. Чорноморочка (Одеса)     | 0:7 | 0:6 | 0:4 | 0:2 | 1:3 | 1:0 | -:+  | +:-  |      |

## Фінальний етап
Фінальний етап турніру проходив з 19 жовтня по 13 листопада 2006 року.
| М | Команда                | І  | В | Н | П | РМ    | О  |
| - | ---------------------- | -- | - | - | - | ----- | -- |
|   | «Житлобуд-1»*          | 6  | 4 | 2 | 0 | 8−1   | 14 |
|   | «Нафтохімік» (Калуш)   | 6  | 3 | 0 | 3 | 6−6   | 9  |
|   | «Легенда» (Чернігів)   | 6  | 2 | 1 | 3 | 5−7   | 7  |
| 4 | «Донеччанка» (Донецьк) | 16 | 9 | 2 | 5 | 21−28 | 29 |

Примітка: Кваліфікаційний раунд Кубку УЄФА

### Результати матчів
| Команда                 | ЖБ1 | НАФ | ЛЕГ | ДОН |
| ----------------------- | --- | --- | --- | --- |
| 1. Житлобуд-1 (Харків)  |     | +:- | 0:0 | 1:0 |
| 2. Нафтохімік (Калуш)   | 0:3 |     | 2:0 | 3:0 |
| 3. Легенда (Чернігів)   | 1:4 | 3:0 |     | 1:0 |
| 4. Донеччанка (Донецьк) | 0:0 | 0:1 | 1:0 |     |